# Varese Sportiva 1935-1936
Questa voce raccoglie le informazioni riguardanti la Varese Sportiva nelle competizioni ufficiali della stagione 1935-1936.

## Organigramma societario
Area direttiva
- Presidente: ???
- Consiglio direttivo: Ambrosetti, Colombo, Farè, Gamberini, Termignoni.

Area organizzativa
- Segretario: ???

Area tecnica
- Allenatore: Luigi Cevenini (III)

## Rosa
| N. |                   | Ruolo | Calciatore           |
| -- | ----------------- | ----- | -------------------- |
|    | Italia (bandiera) | A     | Giancarlo Ambrosetti |
|    | Italia (bandiera) |       | Giovanni Baggiani    |
|    | Italia (bandiera) | D     | Arturo Baranzelli    |
|    | Italia (bandiera) | C     | Urbano Bietti        |
|    | Italia (bandiera) | C     | Aldo Borsani (II)    |
|    | Italia (bandiera) |       | Paolo Brusa          |
|    | Italia (bandiera) | A     | Alessandro Caielli   |
|    | Italia (bandiera) |       | Giacomo Cappello     |
|    | Italia (bandiera) | C     | Luigi Cattaneo       |
|    | Italia (bandiera) | C     | Luigi Cevenini (III) |
|    | Italia (bandiera) | P     | Vittorio Cristina    |
|    | Italia (bandiera) |       | Giuseppe Galimberti  |

| N. |                   | Ruolo | Calciatore          |
| -- | ----------------- | ----- | ------------------- |
|    | Italia (bandiera) |       | Dino Giuliani       |
|    | Italia (bandiera) |       | Renato Giuliani     |
|    | Italia (bandiera) |       | Guidali (II)        |
|    | Italia (bandiera) |       | Riccardo Mauri      |
|    | Italia (bandiera) |       | Luciano Michetti    |
|    | Italia (bandiera) |       | Guido Mollica       |
|    | Italia (bandiera) | C     | Giuseppe Oldani     |
|    | Italia (bandiera) | A     | Natale Pedetti (II) |
|    | Italia (bandiera) |       | Stefano Piccinelli  |
|    | Italia (bandiera) | C     | Oscar Santini       |
|    | Italia (bandiera) |       | Domenico Serao      |
|    | Italia (bandiera) | A     | Pierino Zonda       |

## Arrivi e partenze
| Acquisti | Acquisti             | Acquisti   | Acquisti   |
| -------- | -------------------- | ---------- | ---------- |
| .        | Paolo Brusa          | Pro Angera | definitivo |
| C        | Luigi Cevenini (III) | Comense    | definitivo |

| Cessioni | Cessioni             | Cessioni       | Cessioni        |
| -------- | -------------------- | -------------- | --------------- |
| D        | Ugo Beltrami         | ???            | militare a Roma |
| C        | Aldo Borsani         | SIAI Marchetti | definitivo      |
| .        | Giannino Broggi (II) | ???            | definitivo      |
| .        | Sandro Broggi (I)    | ???            | definitivo      |
| .        | Carlo Colombo        | ???            | definitivo      |
| C        | Giovanni Colombo     | ???            | definitivo      |
| .        | Vittorio Croci       | ???            | definitivo      |
| A        | Attilio Marcora      | ???            | definitivo      |
| D        | Luigi Maroni         | ???            | definitivo      |
| A        | Carlo Pechini        | ???            | definitivo      |
| .        | Giuseppe Salmoiraghi | ???            | definitivo      |
| .        | Bruno Secchi         | ???            | definitivo      |
| A        | Luigi Torti (III)    | Foggia         | definitivo      |